# جون باتريك (لاعب كرة قدم)
جون باتريك (بالإنجليزية: John Patrick)‏ (10 يناير 1870 في المملكة المتحدة - ) هو مدرب كرة قدم ولاعب كرة قدم بريطاني (وحمل سابقاً جنسية المملكة المتحدة لبريطانيا العظمى وأيرلندا) في مركز حراسة المرمى. شارك مع منتخب اسكتلندا لكرة القدم. أما مع النوادي، فقد لعب مع نادي إيفرتون ونادي سانت ميرين ونادي فالكيرك ورابطة كرة القدم الاسكتلندية الحادية عشر ‏.

## وصلات خارجية
- جون باتريك على موقع قاعدة بيانات كرة القدم.إي يو (الإنجليزية)